# CSS Saint Patrick
El CSS Saint Patrick, un pequeño barco torpedero semisumergible, fue construido de forma privada en Selma, Alabama, en 1864. Operando bajo el control del Ejército Confederado, pero con un oficial al mando de la Marina de la CSN, atacó al USS Octorara en la Bahía de Mobile el 28 de enero de 1865. Sin embargo, su torpedo falló y el barco de la Unión no sufrió daños. El St. Patrick pudo escapar del fuego de respuesta y regresar a Mobile.

## Historia

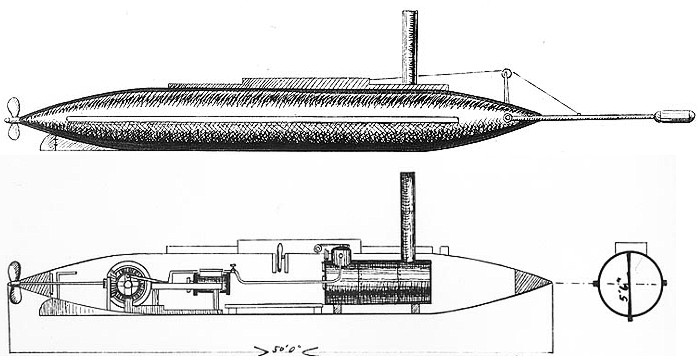
Diseño de su buque gemelo CSS David.

La notable historia del barco submarino Saint Patrick bien puede haber comenzado con una carta del diseñador irlandés, proponiendo la embarcación en una carta al presidente de los Estados Confederados de América, Jefferson Davis. El Proyecto de Halligan se convertiría en un proyecto ultrasecreto de alto riesgo que utilizaría tecnología altamente clasificada que no se había probado anteriormente. El diseñador e ingeniero del proyecto sería uno, John P. Halligan, y se le encargó diseñar y construir un "barco submarino" avanzado para atacar la flota de bloqueo de la Unión. A cambio, el Sr. Halligan seguiría siendo un civil pero estaría al mando del barco una vez que estuviera terminado. Para el 17 de marzo de 1864, Halligan se instaló en Selma Navy Yard y el proyecto se puso en marcha financiado por un grupo de cultivadores de algodón del sur, incluido Jeremiah Harper, un rico terrateniente de Texas que financió gran parte del trabajo de conversión del Merrimack. Sin embargo, parece que el Servicio Federal de Inteligencia ya estaba al tanto del proyecto en esta etapa inicial. La carta del general Hurlbut indica que en abril, el ejército de la Unión había descubierto el plan:
Estoy informado, y creo que es creíble, que un barco torpedero sumergido está en curso de preparación para atacar a la flota en Mobile. La embarcación, como me la describieron, es una hélice de unos 30 pies de largo, con un motor de gran potencia para su tamaño, y una caldera construida de manera que levanta vapor con gran rapidez. Ella muestra sobre la superficie solo una pequeña salida de humo y una timonera, las cuales se pueden bajar y cubrir. El plan es descender a una corta distancia del barco, apagar los incendios, cubrir el tubo de humo y la timonera, y hundir la embarcación a una profundidad adecuada; luego accionar la hélice a mano, dejarse caer por debajo del barco, determinando su posición mediante un imán suspendido en la hélice, elevarse contra su fondo, sujetar el torpedo con tornillos, dejar caer el barco, pasar a una distancia suficiente, subir a la superficie, encender sus fuegos, y trabajar fuera. El torpedo debe contener 40 libras de pólvora y funcionar como un reloj. Uno del grupo se ha ido al norte por un imán y una bomba de aire. Espero alcanzarlo cuando regrese. El barco estará listo para el 10 de mayo...
El 16 de junio de 1864, el Comandante Catesby R. Jones, Comandante de la Fábrica de Artillería y Fundición de Armas Navales de la Confederación en Selma, escribió al General de División Dabney H. Maury, Comandante Militar de la Confederación en Mobile, indicando que el barco debería botarse en cuestión de días. Jones expresó una gran confianza en el barco y explicó que, si bien estaba propulsado por vapor, sería propulsado a mano mientras estuviera sumergido y que se tomaron disposiciones para colocar un torpedo en el fondo de cualquier barco enemigo. (No se sabe si toda esta correspondencia significaba que el St. Patrick era realmente capaz de una inmersión total, o simplemente la capacidad de sumergirse en el agua como el CSS David). A pesar del optimismo de Jones, no fue hasta septiembre que Halligan finalmente hizo remolcar el barco terminado a Mobile. Desafortunadamente, incluso después de su llegada, no pudo ser inducido a atacar al enemigo. La paciencia del general Maury se agotó y transfirió el barco al ejército.
Aunque se benefició de la financiación privada, la construcción del buque sufrió retrasos inusuales y no se debió en su totalidad a la escasez de materiales. Como tal, el segundo teniente John T. Walker fue puesto al mando en lugar de Halligan, pero cuando finalmente abordó el barco, descubrió que el despreciado irlandés se había fugado con parte de la maquinaria necesaria. Se instituyó una búsqueda y Walker finalmente localizó al constructor desaparecido y, por medios no registrados adecuadamente, "recuperó" los elementos faltantes y les dio un buen uso.
El CSS Saint Patrick tenía entre 40 y 45 pies de largo y al menos 6 pies de ancho con una profundidad de alrededor de 10 pies. Un mástil de hierro de 12 pies, que se podía subir y bajar, llevaba un torpedo de cobre en su punto más alejado. Al igual que otros buques clase David, alguna forma de tanques de lastre le permitió subir y bajar mientras estaba en el agua. El 27 de enero de 1865, Walker lo tenía listo para las operaciones y esa noche navegó por la bahía para atacar a la flota enemiga.
El teniente de la Marina seleccionó la cañonera USS Octorara como su objetivo y en algún momento entre la 01:00 y las 02:00 comenzó su carrera. Walker todavía estaba a cierta distancia a popa cuando el vigía del Octorara divisó al Saint Patrick y dio la alarma. En cuestión de minutos, la embarcación federal comenzó a moverse y, según los testigos, el Saint Patrick simplemente raspó su casco en un cambio de rumbo mal dirigido. Después de un breve intercambio de disparos de armas pequeñas, el CSS Saint Patrick interrumpió su ataque y desapareció en la oscuridad en medio de una lluvia de disparos y regresó a salvo a Mobile. Algunos informes indican que el torpedo detonó demasiado tarde y otros dicen que no detonó pero que el buque federal no sufrió daños.
Se desconoce el destino final del CSS Saint Patrick. No hay registro de más ataques a la flota federal, pero se utilizó para abrir un carril a través del bloqueo de los barcos de la Unión para un corredor de bloqueo y transportó suministros debajo de los barcos de la Unión durante el asedio de Spanish Fort en abril de 1865.
- Datos: Q111584669